# Гебель, Алексей Николаевич
Алексей Николаевич Гебель (род. 3 августа 1976 года) — игрок в хоккей с мячом, нападающий сборной Германии.

## Карьера
Начал играть в хоккей с мячом в Челябинске. Последние годы играл в Киеве. В настоящее время выступает за сборную Германии.
Также играет в хоккей с шайбой. Играл в клубах низших дивизионов Германии - JSC Lahntal (2000/01), EV Füssen (2001), Eintracht Braunschweig (2001/02), EV Wiesbaden (2004-2012). С 2012 года - играющий тренер TSV Schott Mainz.